# 新田伸三
新田 伸三（にった しんぞう、1920年(大正9年)3月6日 - 1997年(平成9年)7月）は、日本の造園学者・造園家・造園教育者。専門は、緑化工学・種子吹付での緑化工法・法面緑化手法・運動場の土質構造など。農学博士。九州芸術工科大学名誉教授。九州芸術工科大学学生部長・日本造園学会理事・同学会副会長・日本緑化工学会会長他を歴任。京都府京都市東山区出身。

## 経歴
- 1941年（昭和16年）徳島高等工業学校（現：徳島大学工学部）土木工学科卒業
- 1942年（昭和17年）大阪市役所土木局に勤務するが退職し、京都帝国大学に入学。
- 1943年（昭和18年）陸軍航空技術研究所に勤労動員
- 1945年（昭和20年）京都帝国大学農学部林学料卒業。同年9月、京都帝国大学農学部副手に雇われる
- 1947年（昭和22年）京都帝国大学農学部に3等文部教官・助手で奉職
- 1949年（昭和24年）造園雑誌（造園学会誌）表紙図案募集に応募し当選
- 1949年（昭和24年）「樹林の遮音効果に関する実験的研究」で第1回日本造園学会賞受賞
- 1957年（昭和32年）京都大学農学部助教授
- 1961年（昭和36年）『運動場走路の構造に関する研究』で学位授与
- 1962年（昭和37年）農学部助教授を辞職し、日本道路公団参事・同高速道路大阪建設局調査役就任。高速道路法面緑化、造園設計指導に従事
- 1963年（昭和38年）高速道路名古屋建設局調査役
- 1964年（昭和39年）高速道路試験所調査役
- 1969年（昭和44年）日本道路公団技術部（本社）調査役
- 1970年（昭和45年）九州芸術工科大学芸術工学部環境設計学科教授就任
- 1982年（昭和57年）九州芸術工科大学教授を退職。名城大学農学部農学科教授就任
- 1989年（平成元年）第11回日本公園緑地協会北村賞受賞
- 1992年（平成4年）名城大学農学部教授退職
- 1994年（平成6年）勲三等瑞宝章受章。日本緑化工学会賞
- 1995年（平成7年）日本造園学会上原敬二賞受賞

（審議会委員歴）
愛知県自然環境保全審議会委員、名古屋市都市景観審議会委員
北九州市都市景観審議会委員、佐賀県名護屋城跡保存整備委員会委員、他

## おもな作品
- 大阪府営服部緑地大花壇
- 霊山寺バラ庭園（奈良県）1957年
- 壺坂寺香りの園（奈良県）
- 神奈川県立フラワーセンター大船植物園
- 東京オリンピック競技上走路（土質設計）
- 旧日本住宅公団香里団地法面保護研究

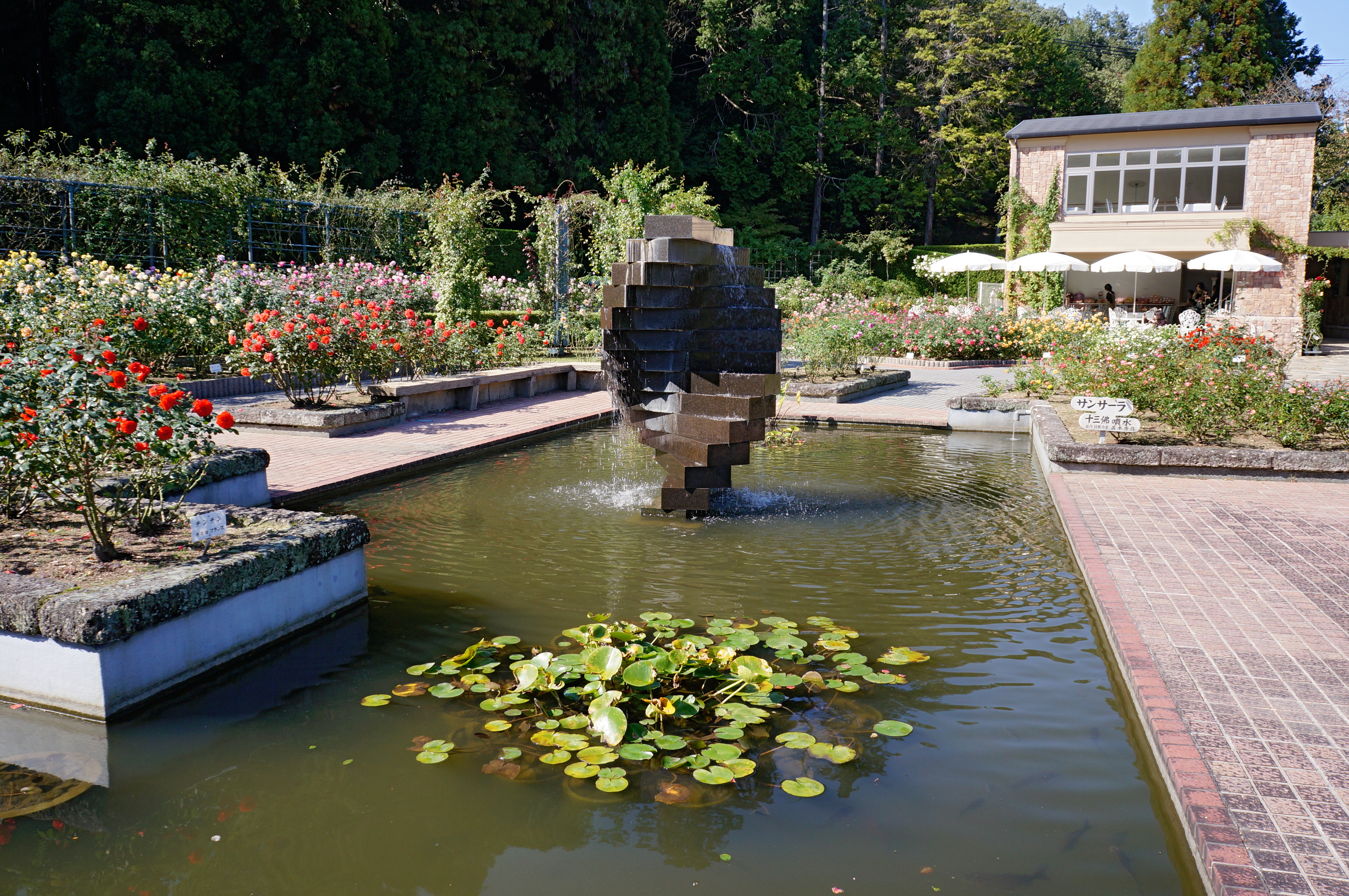
霊山寺バラ庭園（奈良県）

- 旧日本道路公団高速道路法面保護研究  (PDF)

## 著書
- 環境緑化における微気象の設計 鹿島出版会 1981
- 植栽の理論と技術 環境緑地シリーズ 2 鹿島出版会 1975
- 造園技術 養賢堂 1961
- 造園技術大成 養賢堂 1978.3
- 土木工事ののり面保護工 鹿島研究所出版会、1968 全訂新版。1976 1982（現代建設実務大系）